# Iglesia de los Descalzos (Jerez de la Frontera)
La Iglesia de los Descalzos es una iglesia situada en Jerez de la Frontera (Andalucía, España)

## Historia de la iglesia

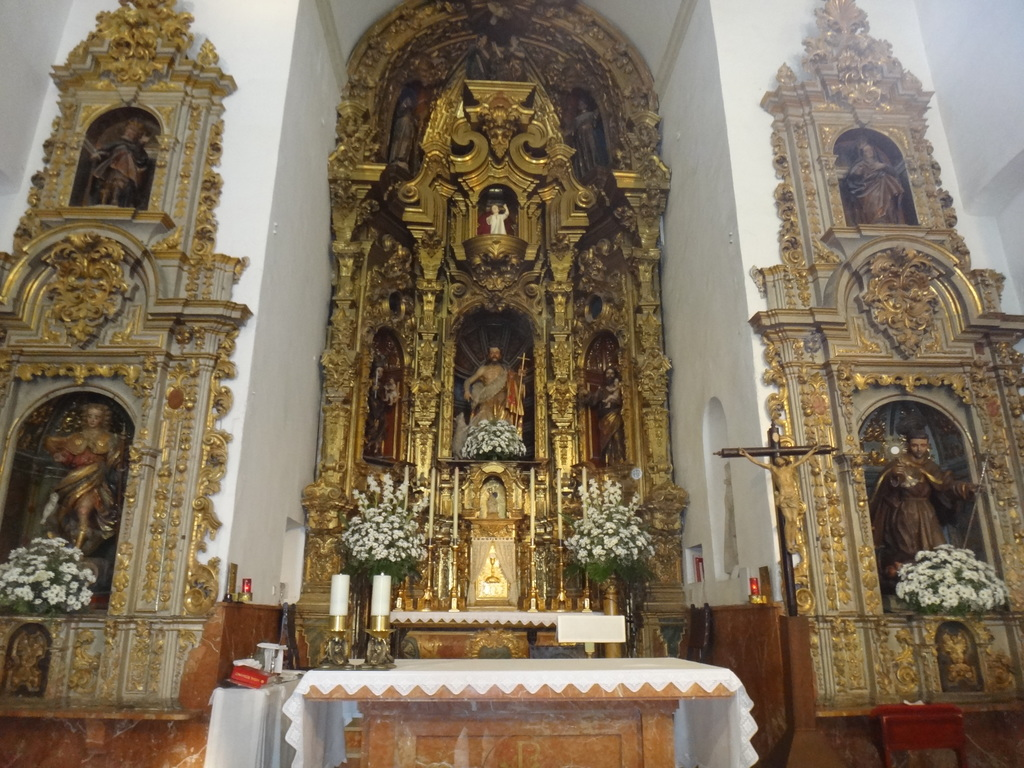
Interior

Ubicada al final de la calle Medina, esta iglesia, perteneció al antiguo convento de franciscanos alcantarinos, la llamada rama de los Descalzos. El convento fue fundado el 24 de junio de 1603, fiesta de San Juan Bautista, por el caballero veinticuatro del Consejo de Jerez, don Pedro Fernández de Laiguardia, cuya estatua orante aún permanece en el muro al lado de la epístola del presbiterio. Se estableció primero en unos terrenos cercanos a la Cartuja y al poco tiempo en el sitio actual. Los cronistas nos han transmitido un dato elocuente de la importancia de este convento de San Juan Bautista que en 1752, tenía 47 religiosos y fue sede de una cualificada casa de estudios. Aunque en 1821 no llegaba a 24

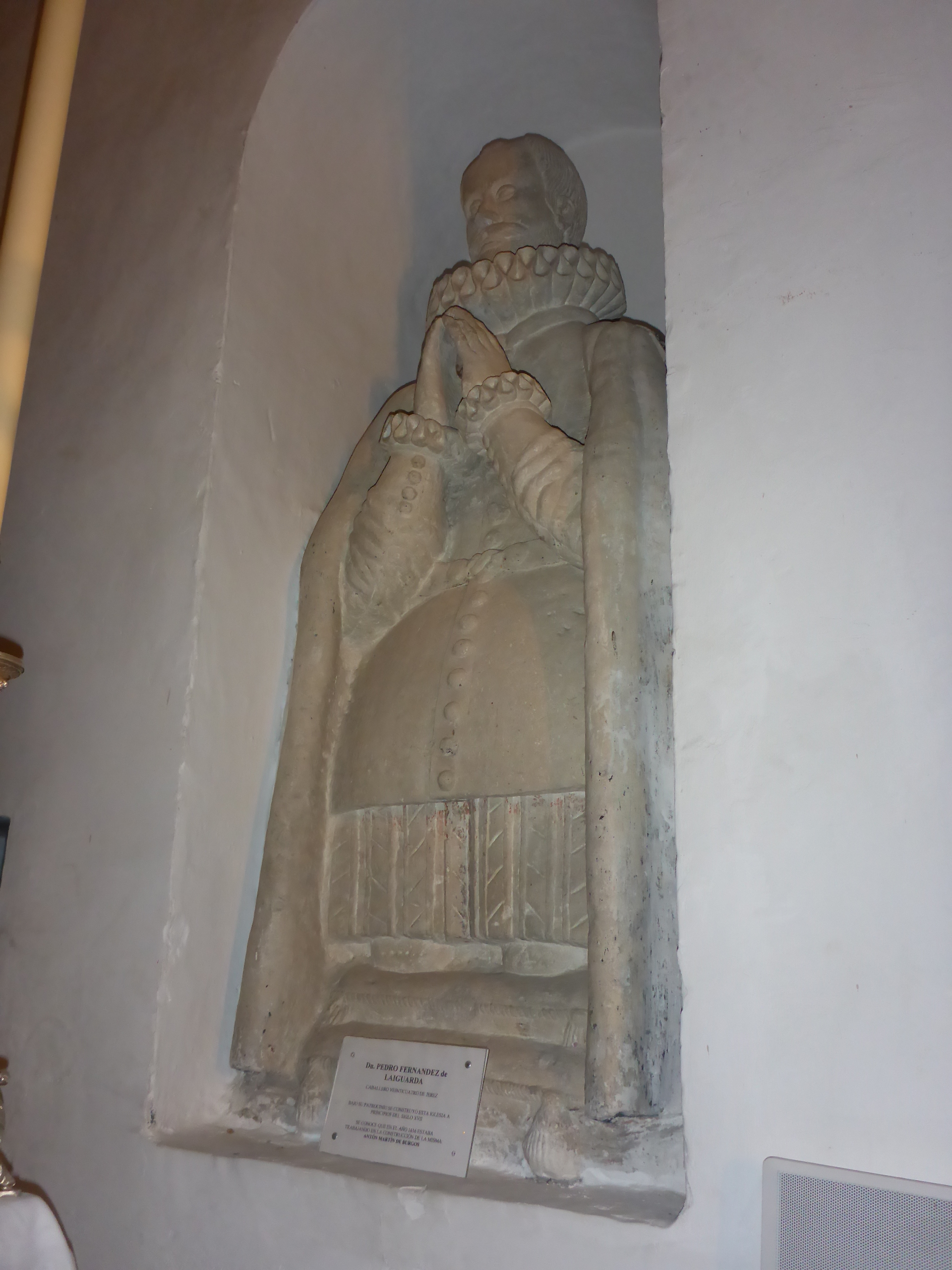
Escultura del Caballero Don Pedro Fernández de Laiguarda

Los frailes abandonaron el convento al promulgarse la ley de exclaustración en 1835. La iglesia volvió a abrirse al culto el 3 de febrero de 1873, dependiente del templo auxiliar de San Pedro y el convento fue desapareciendo con el paso del tiempo. En 1911 cuando se crea la Parroquia de San Pedro y los Descalzos, este templo pasa a ser iglesia filial, estableciéndose un coadjutor para su atención. El primer coadjutor de los Descalzos fue don Luis Pérez Conde, le sustituyó en 1916 don Emilio Ortiz y en 1918 don Emilio Martín Calle que estaría al frente de los Descalzos durante más de dos décadas, posteriormente ocuparían este cargo los sacerdotes, pertenecientes al clero parroquial de San Pedro, don Juan Ruiz Ramírez, desde 1931, que vivía en las habitaciones destinadas al coadjutor en dicha iglesia filial y, desde 1956, don José Leal Andrades, hasta 1962 que pasó de coadjutor a San Miguel, fecha en el que el Arzobispado de Sevilla elevó esta antigua iglesia de los Descalzos a la dignidad de parroquia, desmembrada de San Pedro y conservando el título de San Juan Bautista. La nueva parroquia pasó a ser regentada desde su creación, por el Reverendo Padre D. Francisco García de Villegas y Alcázar, nacido el 27 de diciembre de 1926 en la calle Arcos 18, alumno del colegio del Buen Pastor y nacido a la vida sacerdotal gracias al Fomento de Vocaciones. Este querido sacerdote fue ordenado en Sevilla, siendo destinado primero a Torre Alhaquime durante cuatro años y, posteriormente, de coadjutor, a la sevillana parroquia de San Bernardo, antes de ganar por oposición la plaza de párroco de los Descalzos de Jerez, tomando posesión del cargo el 5 de agosto de 1962.
Cincuenta años de vida se cumplen en este 2012 de esta parroquia de los Descalzos. Una comunidad que vive al amparo de unos muros centenarios rodeados de nuevas edificaciones. Unos muros que acogen solo cincuenta presentes donde caben varios siglos de pasados. Centenarios muros frente a un Jerez en movimiento de tránsito continuo. Cincuenta años de intensa vida pastoral, de bautizos, bodas y comuniones, de atenciones a necesitados y de Amarguras con mayúsculas. Un trocito de ese Jerez que abre sus puertas más allá de la calle Medina y que ahora cumple su medio siglo de autenticidad frente a la abstracción y simbología del gran teatro del mundo.